# Sùng Minh (đảo)
Đảo Sùng Minh (giản thể: 崇明岛; phồn thể: 崇明島; bính âm: Chóngmíng Dǎo) là một hòn đảo nằm ở cửa sông của Trường Giang. Đảo Sùng Minh là đảo phù sa cửa sông lớn nhất thế giới và là đảo lớn thứ ba của Trung Quốc sau đảo Đài Loan và đảo Hải Nam. Về mặt hành chính, đại bộ phận đảo Sùng Minh thuộc quyền quản lý của huyện Sùng Minh, thành phố Thượng Hải, huyện lị đặt tại trấn Thành Kiều trên đảo. Một bộ phận nhỏ với diện tích 28 km² của đảo Sùng Minh thuộc quyền quản lý của tỉnh Giang Tô, trong đó phân thuộc hương Hải Vĩnh của thành phố Hải Môn và hương Khải Long của thành phố Khải Đông.

## Tên gọi
"Sùng" nghĩa là cao, "minh" ý chỉ trời biển vô biên. "Sùng Minh" có nghĩa là cao hơn mặt nước song lại bằng phẳng rộng rãi tựa như một bình địa sáng sủa và sạch sẽ.

## Lịch sử
Đảo Sùng Minh bắt đầu lộ diện trên mặt nước của Trường Giang từ năm Vũ Đức thứ nhất (618), cũng là năm bắt đầu của triều Đường trong lịch sử Trung Quốc. Ban đầu, phù sa đã bồi tích để tạo nên hai bãi cạn trên sông, gọi là Đông Sa và Tây Sa. Từ đó, cư dân từ Đan Dương và Cú Dung của Giang Tô di cư đến, khởi đầu cho lịch sử trên 1300 của đảo Sùng Minh. Đến năm Thần Long thứ 1 (705) thời Đường Trung Tông, Sùng Minh trấn được thiết lập tại Tây Sa. Đến thời nhà Tống, phù sa lại bồi tích hình thành thêm các bãi cạn ở vùng cửa sông của Trường Giang là Lưu Sa, Mã Gia Banh, Bình Dương Sa. Cũng trong thời gian đó, nhiều đảo cát trên sông cũng lần lượt di chuyển dần về phía bắc hoặc biến mất. Đông Sa và Tây Sa dần bở ra, về sau lại xuất hiện Trường Sa, nguồn gốc của đảo Sùng Minh hiện nay. Do Trường Giang mang theo một lượng phù sa lớn, mỗi năm đảo Sùng Minh dài thêm 143 m hướng ra biển Hoa Đông, diện tích tăng thêm khoảng 487 ha.

## Địa lý
Đảo Sùng Minh là một công viên địa chất quốc gia của Trung Quốc, phạm vi của công viên bao gồm toàn bộ đảo Sùng Minh, chiều dài đông-tây ước khoảng 76 km, chiều rộng bắc-nam từ 13–18 km, diện tích khoảng trên 1.200 km². Đảo Sùng Minh được gọi là "Trường Giang môn hộ, Đông Hải doanh châu" (cửa Trường Giang, bãi cù lao biển Hoa Đông). Đảo Sùng Minh có ba mặt là sông, một mặt là biển; đông giáp biển Hoa Đông; đối diện qua Trường Giang ở mặt nam của đảo là Phố Đông và Bảo Sơn của Thượng Hải cũng như Thái Thương của tỉnh Giang Tô; mặt bắc của đảo tách biệt với Hải Môn và Khải Đông của tỉnh Giang Tô qua một dải nước hẹp hơn của Trường Giang.
Đảo Sùng Minh có địa hình bằng phẳng, không có núi đồi, phía tây bắc và trung bộ cao hơn một ít, phía tây nam và phía đông thấp hơn một ít. Trên 90% diện tích của đảo cao từ 3,21 đến 4,2 mét so với Ngô Tùng (吳淞). Đảo trải dài từ 121°09′30〃 đến 121°54′00〃 kinh Đông và từ 31°27′00〃 đến 31°51′15〃 vĩ Bắc.
Đảo Sùng Minh nằm trong vùng cận nghiệt đới Bắc Bán Cầu, khí hậu ôn hòa và ẩm ướt, nhiệt độ bình quân năm là 15,2 °C, ánh nắng mặt trời đầy đủ, bốn mùa rõ rệt.

## Giao thông
Có nhiều tuyến phà hoạt động nhằm kết nối đảo và Thượng Hải. Đảo có tuyến đường cao tốc Thượng Hải - Thiểm Tây (沪陕高速公路) chạy qua. Trên tuyến đường cao tốc này có cầu Sùng Khải (崇启大桥) nối giữa đảo Sùng Minh và thành phố Khải Đông của tỉnh Giang Tô, hoạt động từ năm 2011,. Cầu Trường Giang Thượng Hải kết nối đảo Sùng Minh với đảo Trường Hưng, còn hầm Trường Giang Thượng Hải kết nối đảo Trường Hưng với Phố Đông, tổ hợp cầu-đường hầm này mở cửa từ năm 2009. Ngoài ra, còn có cầu Sùng Hải (崇海大橋) kết nối đảo Sùng Minh và Hải Môn.